# Néstor Vidrio
Néstor Vidrio, född den 22 mars 1989 i Guadalajara, Mexiko, är en mexikansk fotbollsspelare som spelar för Liga MX-klubben Club Deportivo Guadalajara. Han tog OS-guld i herrfotbollsturneringen vid de olympiska fotbollsturneringarna 2012 i London.